# KIAA0196
KIAA0196 (también conocido como strumpellin) es un gen humano. El producto es una proteína que es un componente del complejo WASH, que regula el ensamblaje de actina en vesículas intracelulares. Las mutaciones en KIAA0196 están implicadas en algunas formas de paraplejía espástica hereditaria.